# Karen Berg
Karen Else Berg (* 28. Mai 1906 in Kopenhagen; † 15. November 1995 in Gentofte) war eine dänische Schauspielerin.

## Leben und Werk
Karen Berg war die Tochter von Olof Berg († 1953) und Louise Meyer († 1939) und wuchs als Einzelkind in Kopenhagen auf.
Von 1914 bis 1918 absolvierte sie eine Ballettausbildung am Königlichen Theater Kopenhagen, an dessen Eleveskole sie von 1924 bis 1928 auch ihre Schauspielausbildung erfolgreich abschloss und wo sie langjähriges Ensemblemitglied war. Sie stand in zahlreichen Varieté-Shows, Musicals, Theaterstücken und Kabarett-Programmen auf der Bühne, so auch am Folketeatret, Odense Teater, Aarhus Teater oder am Helsingør Theater.
Von 1940 bis 1988 stand Berg in mehr als 40 Film- und Fernsehproduktionen als Schauspielerin vor der Kamera.
Berg war bis 1991 langjähriges Mitglied im Dänischen Schauspielerverband (Dansk Skuespillerforbund) und war auch Mitglied des Staatlichen Theaterrates (Statens Teaterrad). Sie war zudem Trägerin des Dannebrogorden.
Karen Berg war ab dem 18. Dezember 1935 bis zu seinem Tod mit dem Marine-Offizier Svend Gunnar Jørgensen (1905–1980) verheiratet. Das Paar hatte keine Kinder und wohnte in Gentofte. Sie starb am 15. November 1995 im Alter von 89 Jahren in Gentofte. Ihre Grabstätte befindet sich auf dem Ordrup-Kirkegård.

## Filmografie (Auswahl)
- 1946: Oktoberroser
- 1947: Lykke paa rejsen
- 1960: Man kan aldrig vide
- 1964: Krybskytterne på Næsbygård
- 1967: Prinsesse Margrethes bryllup
- 1970–1977: Oh, diese Mieter! (Huset på Christianshavn, Fernsehserie)
- 1978–1981: Die Leute von Korsbaek (Matador, Fernsehserie)
- 1979: Laß uns zuerst tanzen (Skal vi danse først?)
- 1982: Henover midten
- 1986: Hvor der er vilje, er der vej
- 1988: Far på færde